# Mike Evans
John Michael "Mike" Evans (ur. 16 sierpnia 1957 w Toronto) – kanadyjski wioślarz, złoty medalista olimpijski.

## Kariera
Wystąpił na igrzyskach olimpijskich w Los Angeles w 1984, gdzie osada Kanady w składzie: Pat Turner, Kevin Neufeld, Mark Evans (jego brat bliźniak), Grant Main, Paul Steele, Mike Evans, Dean Crawford, Blair Horn i Brian McMahon (sternik) zdobyła złoty medal w ósemkach. W finale uplasowali się o 0,42 sekundy przed osadą Stanów Zjednoczonych i o 2,08 sekundy przed osadą Australii. Był to jego jedyny start olimpijski.
Był też piąty w dwójkach bez sternika na mistrzostwach świata w Duisburgu (1983) oraz szósty w tej konkurencji na mistrzostwach świata w Monachium (1981).
Kształcił się w Upper Canada College, Eton College, University College Uniwersytetu Oksfordzkiego oraz Uniwersytecie Princeton. Dwukrotnie brał udział w The Boat Race, w latach 1983 i 1984 odnosił zwycięstwa. Po zakończeniu kariery został bankierem inwestycyjnym. W 1993 dołączył do Goldman Sachs, w 2008 zostając wiceprezesem. W 2015 został prezydentem Alibaba Group.